# Johannes Blaskowitz

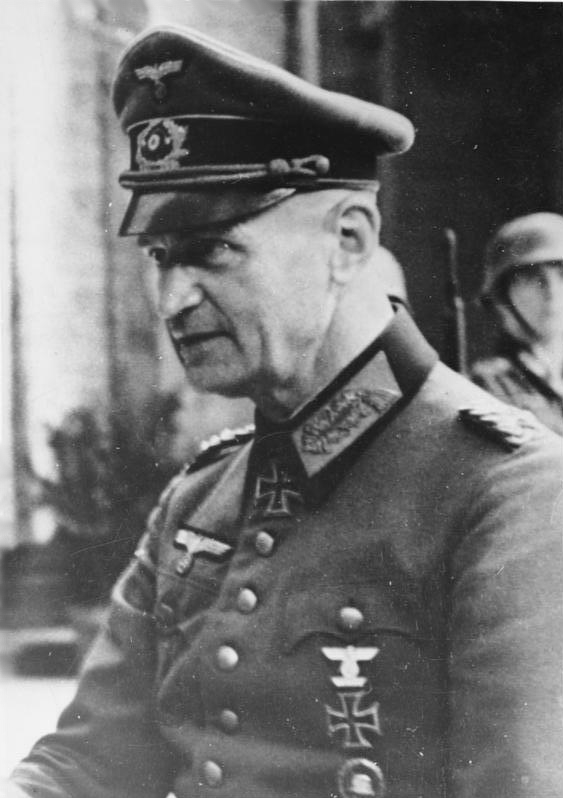
Johannes Blaskowitz (1944)

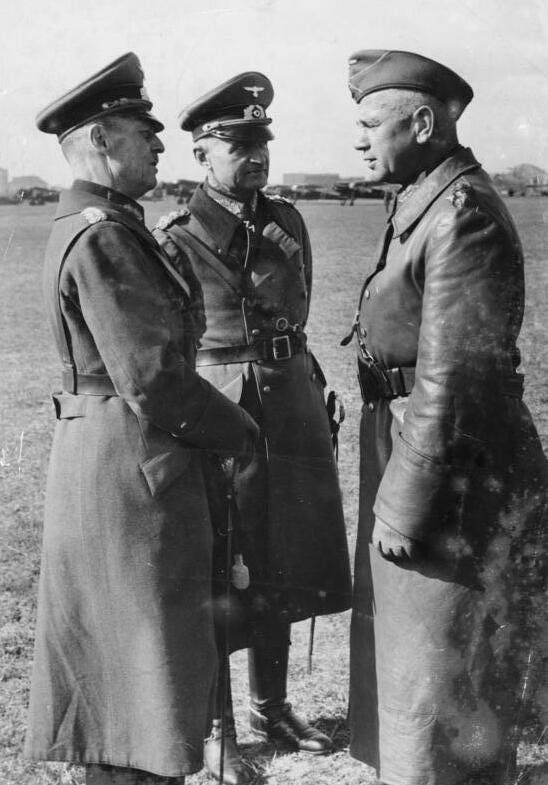
Von links nach rechts: Gerd von Rundstedt, Johannes Blaskowitz und Walter von Reichenau (1939)

Johannes Albrecht Blaskowitz (* 10. Juli 1883 in Paterswalde, Landkreis Wehlau (Ostpreußen); † 5. Februar 1948 in Nürnberg) war ein deutscher Heeresoffizier (ab 1939 Generaloberst). Im Zweiten Weltkrieg war er zunächst Armee-Oberbefehlshaber in Polen, dann beim Westfeldzug Frankreich sowie auch Befehlshaber der Besatzungstruppen. Er war Verfasser mehrerer Denkschriften gegen Gräueltaten der Einsatzgruppen. Später war er Oberbefehlshaber verschiedener Heeresgruppen. Nach Kriegsende wurde er im „Prozess Oberkommando der Wehrmacht“ angeklagt; er beging am ersten Verhandlungstag Suizid.

## Leben

### Kaiserreich und Erster Weltkrieg
Johannes Blaskowitz wurde am 10. Juli 1883 als Sohn des protestantischen Pfarrers Hermann Blaskowitz, dessen Vorfahren ursprünglich aus der Krain stammten, und seiner Ehefrau Marie geborene Kuhn, in Paterswalde geboren. Er hatte drei Schwestern, mit denen er nach dem Tod der Mutter 1886 und der Wiederverheiratung des Vaters bis zum elften Lebensjahr in Ostpreußen aufwuchs. Blaskowitz besuchte die Grundschule in Walterkehmen (Landkreis Gumbinnen), anschließend eine höhere Privatschule in Milluhnen (Landkreis Stallupönen).
Seine militärische Laufbahn begann er bereits im Alter von zehn Jahren, drei Jahre verbrachte er als Kadett in Köslin und vier weitere Jahre auf der Hauptkadettenanstalt in Groß-Lichterfelde bei Berlin. Am 2. März 1901 trat er nach dem Gymnasialabitur als knapp achtzehnjähriger Fähnrich in die Preußische Armee ein und wurde dem Infanterie-Regiment „von Grolmann“ (1. Posensches) Nr. 18 in Osterode in Ostpreußen zugeteilt, dem er die nächsten elf Jahre angehörte.
Blaskowitz besuchte die Kriegsschule Engers, absolvierte sie als Zweitbester und wurde am 27. Januar 1902 zum Leutnant befördert. Er nahm an einem Lehrgang der Militär-Turnanstalt in Berlin teil und war anschließend eineinhalb Jahre als Hilfslehrer an dieser Anstalt tätig. Von 1908 bis 1911 an die Kriegsakademie in Berlin kommandiert, legte er dort die Dolmetscherprüfung in Französisch ab und kam anschließend als Oberleutnant zur 3. Kompanie des 9. Badischen Infanterie-Regiments Nr. 170 nach Offenburg. Am 1. April 1914 erfolgte seine Versetzung in den Stab des Infanterie-Regiments „Markgraf Ludwig Wilhelm“ (3. Badisches) Nr. 111.
Den Ersten Weltkrieg erlebte Blaskowitz als Hauptmann und Kompaniechef zunächst ausschließlich an der Front, wo er an den Schlachten in Lothringen und Flandern ebenso in vorderster Linie teilnahm wie an den Kämpfen in Tirol und am Feldzug gegen Serbien. Ab April 1916 war er als eben zum Generalstabsoffizier Beförderter in den Schlachten von Kowel und Riga eingesetzt. Anschließend folgten weitere Einsätze an der Westfront. Während des Krieges wurde Blaskowitz u. a. mit beiden Klassen des Eisernen Kreuzes und dem Ritterkreuz des Königlichen Hausordens von Hohenzollern mit Schwertern ausgezeichnet.

### Weimarer Republik
Nach Kriegsende kehrte Blaskowitz nach Offenburg zurück, wurde aber kurze Zeit später nach Hannover zum Hauptquartier des X. Armee-Korps versetzt. Im Frühjahr 1919 trat Blaskowitz als Generalstabsoffizier im Hauptquartier des Wehrkreises V in Stuttgart seinen Dienst an. Während des Kapp-Putsches floh das Kabinett Bauer von Dresden nach Stuttgart und wurde dort von Blaskowitz’ kommandierenden Vorgesetzten, General Walter von Bergmann, unterstützt. Nach dem gescheiterten Putschversuch war Blaskowitz an der Niederschlagung des Ruhraufstands beteiligt.
Am 1. Oktober 1924 übernahm er als Kommandeur das III. Bataillon des 13. (Württembergischen) Infanterie-Regiments in Ulm. Blaskowitz wurde dort 1926 zum Oberstleutnant befördert und kehrte 1928 nach Stuttgart zurück, wo er als Chef des Stabes der 5. Division fungierte. Nach Beförderung zum Oberst am 1. Oktober 1929 war er auch zeitgleich bis 31. Januar 1933 Landeskommandant in Baden.
Ende 1930 wurde Blaskowitz zum Kommandeur des 14. (Badisches) Infanterie-Regiments („Seehasen“) in Konstanz ernannt und am 1. Oktober 1932 zum Generalmajor befördert. In seinem Regiment erfreute er sich aufgrund seines offenen und fürsorglichen Umgangs mit den ihm unterstellten Soldaten großer Achtung und Zuneigung. Auch bei der Konstanzer Einwohnerschaft sowie bei den badischen Landesbehörden und der Presse stand er in hohem Ansehen. Zu Blaskowitz politischen Anschauungen in dieser Zeit gibt es nur fragmentarische Belege. Er scheint den Typus des unpolitischen Reichswehroffiziers verkörpert zu haben, der der Republik innerlich ablehnend gegenüberstand und der das Weimarer Parteiensystem aufgrund seiner Zersplitterung für das „Unglück Deutschlands“ hielt.

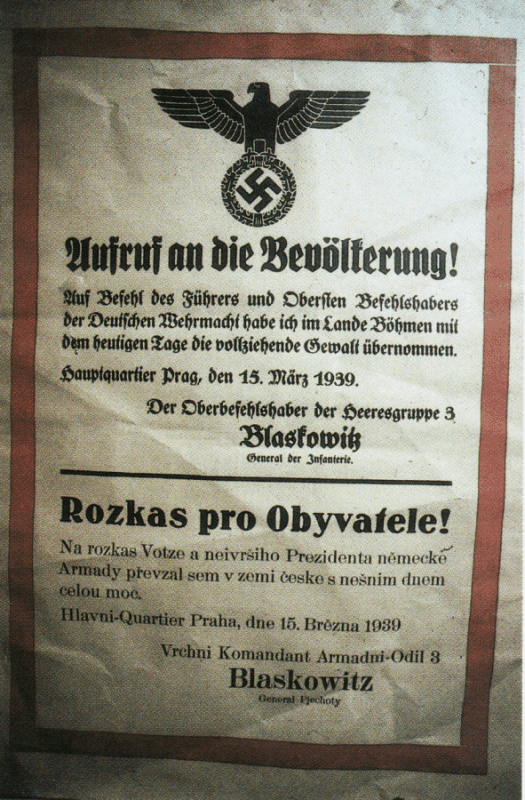
Okkupation der Tschechoslowakei 1939

### Zeit des Nationalsozialismus

#### Vorkriegszeit
Am 1. Februar 1933 wurde er in das Reichswehrministerium nach Berlin versetzt, zum Inspekteur der Waffenschulen ernannt und am 1. Dezember 1933 zum Generalleutnant befördert.
1935 erfolgte die Ernennung zum Kommandierenden General im Wehrkreis II in Stettin und 1936 die Beförderung zum General der Infanterie. 1938 wurde er Oberbefehlshaber (OB) der Heeresgruppe 3 in Dresden. Damit war er in eine der sieben höchsten Kommandostellen des Heeres aufgerückt. Er nahm am Einmarsch der Wehrmacht in Österreich (Unternehmen Otto) teil und führte seine Verbände bei der Besetzung des Sudetenlandes und der Zerschlagung der Tschechoslowakei im Herbst 1938 bzw. Frühjahr 1939.

#### Zweiter Weltkrieg

##### Polen

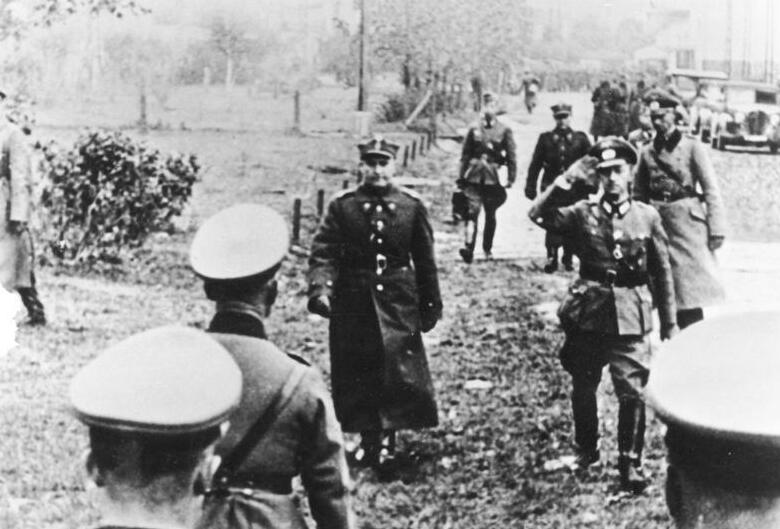
Blaskowitz (mit dem Rücken zur Kamera) bei der Entgegennahme der Kapitulation Warschaus durch den polnischen Divisionär Tadeusz Kutrzeba am 28. September 1939

Während des Überfalls auf Polen, an dessen operativer Planung Blaskowitz beteiligt war, befehligte er die 8. Armee. In der Schlacht an der Bzura verhinderte er am 9. September einen polnischen Durchbruch bei Leczyca in Richtung Lodz, indem er mit seiner Armee, die eigentlich Richtung Osten angriff, einen Gegenangriff in nordwestlicher Richtung führte. Dadurch hatte die 8. Armee maßgeblichen Anteil am Erfolg der Kesselschlacht. Zwar zeigte sich Adolf Hitler bei einem Frontbesuch mit Blaskowitz’ Führung unzufrieden. Gleichwohl wurde Blaskowitz mit dem Angriff auf Warschau beauftragt. Am 28. September 1939 nahm er die Kapitulation Warschaus entgegen.

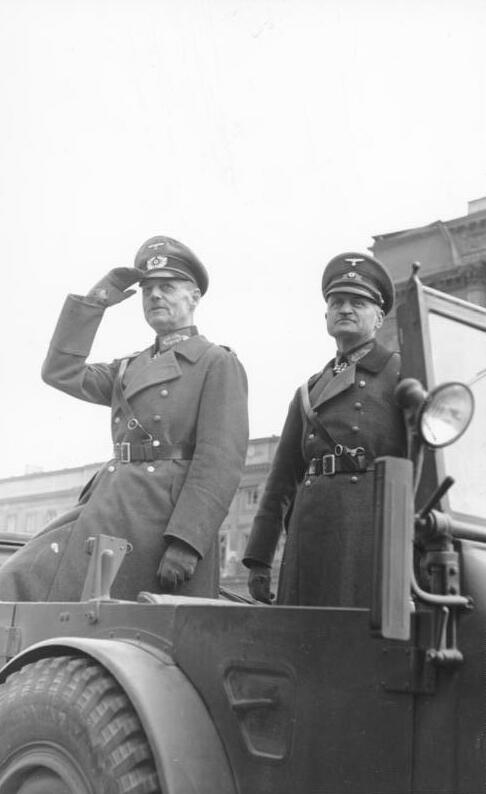
Die Generäle Gerd von Rundstedt (salutierend) und Johannes Blaskowitz nehmen am 2. Oktober 1939 in Warschau die Parade auf dem Platz vor der Oper ab. Foto von Erich Borchert.

Nach dem Ende der Kampfhandlungen wurde Blaskowitz von Hitler zum Generaloberst befördert und mit dem Ritterkreuz des Eisernen Kreuzes ausgezeichnet. Am 20. Oktober 1939 wurde er als Oberbefehlshaber Ost Nachfolger von General von Rundstedt und damit Chef des deutschen Besatzungsheeres in Polen.
Blaskowitz protestierte im Herbst 1939 und Winter 1939/40 mehrfach gegen die radikale Umsetzung der von Hitler angeordneten „völkischen Flurbereinigung“, also gegen die Ermordung von Juden und der polnischen Intelligenz durch SS, Polizei und den Volksdeutschen Selbstschutz, denen in den besetzten Gebieten innerhalb weniger Monate Tausende zum Opfer fielen. Sein Protest speiste sich nicht allein aus moralischer Empörung, sondern auch aus Sorge um die Disziplin der Truppe, dem Ärger über die „Anmaßung“ selbstständiger Polizeikräfte sowie pragmatischen Überlegungen.

„Die Polizei hat bisher noch keine sichtbaren Aufgaben der Ordnung geleistet, sondern nur Schrecken in der Bevölkerung verbreitet. Inwieweit sich die Polizei selbst damit abzufinden vermag, daß sie ihre Leute zwangsläufig dem Blutrausch ausliefert, kann von hier nicht beurteilt werden, sicher ist jedoch, daß es für die Wehrmacht eine unerträgliche Belastung darstellt, da dies ja alles im „feldgrauen Rock“ geschieht. […] Der augenblickliche Zustand treibt einer Entwicklung entgegen, die einen militärischen Unruheherd herbeiführt und die Ausnützung des Landes zugunsten der Truppe und der Wehrwirtschaft unmöglich macht. Mit Gewaltmaßnahmen allein ist die Sicherheit und Ruhe des Landes nicht herzustellen. Es liegt sowohl im Interesse der Wehrmacht wie auch der Zivilverwaltung, wenn in Polen eine leidliche Ordnung herrscht, die Bevölkerung mit den nötigsten Lebens- und Bedarfsmitteln versorgt wird und die Wirtschaft bald in Gang kommt.“

Einen weiteren Bericht übermittelte Blaskowitz am 8. Dezember 1939 an von Brauchitsch. Der Oberstleutnant Helmuth Groscurth legte mindestens diesen Bericht einige Tage später hohen verantwortlichen Heeresoffizieren an der Westfront vor, darunter Erwin von Witzleben und Gerd von Rundstedt. Als Blaskowitz im Industriegebiet von Kamienna eine größere polnische Aufstandsbewegung entdeckte, nahm er im Februar 1940 erneut gegenüber von Brauchitsch Stellung. In Notizen für einen Vortrag am 15. Februar betonte er den politischen Schaden, den SS und Polizei mit ihrem Vorgehen anrichteten.

„Auf die Rolle der Wehrmacht, die gezwungen ist, diesen Verbrechen tatenlos zuzusehen, und deren Ansehen besonders bei der polnischen Bevölkerung eine nicht wiedergutzumachende Einbuße erleidet, braucht nicht nochmal hingewiesen zu werden. Der schlimmste Schaden jedoch, der dem deutschen Volkskörper aus den augenblicklichen Zuständen erwachsen wird, ist die maßlose Verrohung und sittliche Verkommenheit, die sich in kürzester Zeit unter wertvollem deutschen Menschenmaterial wie eine Seuche ausbreiten wird.
…
Die Einstellung der Truppe zu SS und Polizei schwankt zwischen Abscheu und Haß. Jeder Soldat fühlt sich angewidert und abgestoßen durch diese Verbrechen, die in Polen von Angehörigen des Reiches und Vertretern der Staatsgewalt begangen werden. R versteht nicht, wie derartige Dinge, zumal sie sozusagen unter seinem Schutz geschehen, ungestraft möglich sind.
…
Die sich hiermit aufzeigende Gefahr zwingt, zur Frage der Behandlung des polnischen Volkes allgemein Stellung zu nehmen. Es ist abwegig, einige Tausend Juden und Polen abzuschlachten; denn damit werden angesichts der Masse der Bevölkerung weder die polnische Staatsidee totgeschlagen noch die Juden beseitigt. Im Gegenteil, die Art und Weise des Abschlachtens bringt größten Schaden mit sich.“

Für Raul Hilberg war Blaskowitz nicht über den Gedanken des rigorosen Vorgehens empört, „sondern allein über die amateurhafte Art und Weise, in der die SS versuchte, mit einer derart gewaltigen Menschenmenge, wie sie die zwei Millionen Juden darstellen, fertig zu werden“. Helmut Krausnick weist darauf hin, dass die Eingaben trotz ihrer teilweise grundsätzlichen Art sich gegen die ausführenden Organe des Besatzungsregimes richteten und also ihr Verfasser noch nicht in vollem Maße erkannt habe, dass es sich um ein von Hitler selbst gewolltes und gebilligtes Programm handelte. Omer Bartov hält Blaskowitz’ Erklärung für zweideutig, da sie auch als Empfehlung habe verstanden werden können, mehr Menschen in geordneter und disziplinierter Form zu töten, statt das Abschlachten ganz zu beenden. Scharfsinnig habe Blaskowitz aber erkannt, dass die relativ passive Rolle der Wehrmacht bei diesen Verbrechen auf lange Sicht schwerwiegende Auswirkungen auf die Soldaten und die deutsche Gesellschaft als Ganzes haben würde. Hermann Wentker sieht Blaskowitz einerseits durch die traditionelle militärische Überlegung motiviert, dass die Zivilbevölkerung nicht mehr als nötig von den Kampfhandlungen betroffen sein dürfe, andererseits durch die Sorge vor der „Verrohung“ der Deutschen. Klaus-Michael Mallmann, Jochen Böhler und Jürgen Matthäus argumentieren, Blaskowitz habe in seinen Notizen vom Februar 1940 bei aller Kritik Polen und Juden als „Erzfeinde im Osten“ definiert und damit das gängige Feindbild akzeptiert. Letztlich darf nicht übersehen werden, dass Blaskowitz seine Denkschriften an die politische Führung und Hitler richtete, und Blaskowitz muss klar gewesen sein, dass er mit moralischen Apellen wenig Erfolg haben würde, sondern dass hier nur Argumente der militärischen und politischen Nützlichkeit zählten.
Von Hitler wird als Reaktion auf Blaskowitz’ Denkschrift vom November 1939 berichtet, er habe die Beschwerden als kindisch und mit dem Hinweis zurückgewiesen, mit den Methoden einer Heilsarmee lasse sich kein Krieg gewinnen. Ein Exemplar von Blaskowitz’ Zusammenstellung von „Übergriffen und Verstößen“ von Polizei und SS ging vom OKW an Himmler, der einen Funktionär des Hauptamtes SS-Gericht ins Generalgouvernement entsandte. General von Brauchitsch weigerte sich im Februar 1940, die neuerlichen Beschwerden an Hitler weiterzugeben. Stattdessen erließ Brauchitsch einen Befehl, der um Verständnis für die volkspolitisch motivierten Maßnahmen zur Sicherung des deutschen Lebensraumes warb. Brauchitsch lud Himmler ferner zu einer Rede vor den Oberbefehlshabern der Heeresgruppen und Armeen ein, der dieser am 13. März 1940 nachkam.

##### Frankreich, Niederlande
Blaskowitz wurde Anfang Mai 1940 an die Westfront versetzt aber schon nach zwei Wochen am 3. Juni auf Verlangen Hitlers seines Kommandos der 9. Armee enthoben und in die Führerreserve nach Dresden versetzt. Blaskowitz war der einzige deutsche Generaloberst zu dieser Zeit, der nach dem Fall von Frankreich im Sommer 1940 nicht zum Generalfeldmarschall befördert wurde.
Am 9. Juni 1940 wurde er zeitweilig zum „Militärbefehlshaber Nordfrankreich“ ernannt. In dieser Funktion ließ er am 20. Juni 1940 veröffentlichen:

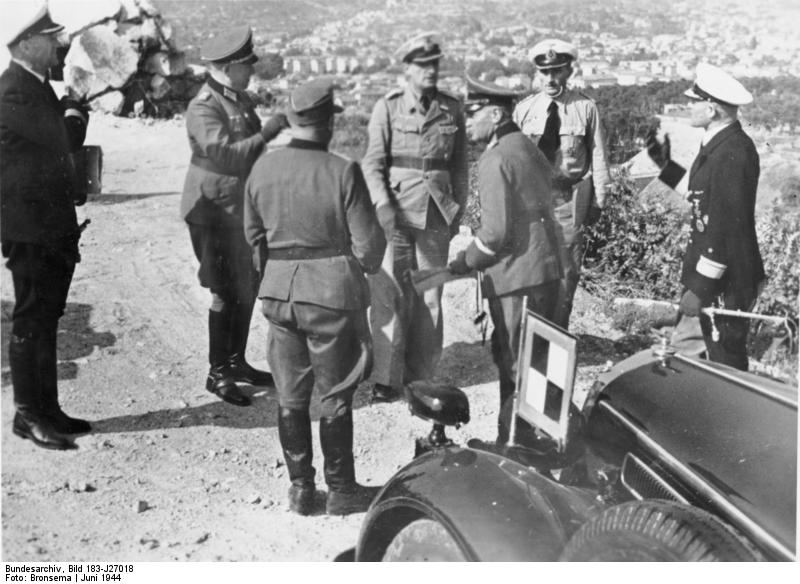
Blaskowitz bei einer Truppeninspektion in Frankreich im Juni 1944

1. … Wer sich ruhig und friedlich verhält, hat nichts zu befürchten.

2. … mit den schwersten Strafen bedroht: Als Sabotage wird auch jede Beschädigung oder Entziehung von Ernte-Erzeugnissen, kriegswichtigen Vorräten und Anlagen aller Art sowie das Abreißen und Beschädigen angeschlagener Bekanntmachungen gewertet. …

4. Kriegsgerichtlich geahndet wird…
4.2. jede Hilfe bei der Flucht von Zivilpersonen in das nichtbesetzte Gebiet,
4.3. jede Nachrichtenübermittlung an Personen oder Behörden außerhalb des besetzten Gebietes zum Schaden der deutschen Wehrmacht und des Reiches,
4.4. jeder Verkehr mit Kriegsgefangenen,
4.5. jede Beleidigung der deutschen Wehrmacht und ihrer Befehlshaber,
4.6. das Zusammenrotten auf der Straße, das Verbreiten von Flugschriften, die Veranstaltung von öffentlichen Versammlungen und Aufzügen, die nicht vorher von einem deutschen Befehlshaber genehmigt worden sind, sowie jede andere deutschfeindliche Kundgebung.
4.7. Verleitung zur Arbeitseinstellung, böswillige Arbeitseinstellung, Streik und Aussperrung. …
9. Französischer Franc = 0,05 RM. die Anwendung eines anderen Umrechnungsverhältnisses ist strafbar.

Nach zwei Wochen wurde er erneut in die Führerreserve versetzt.

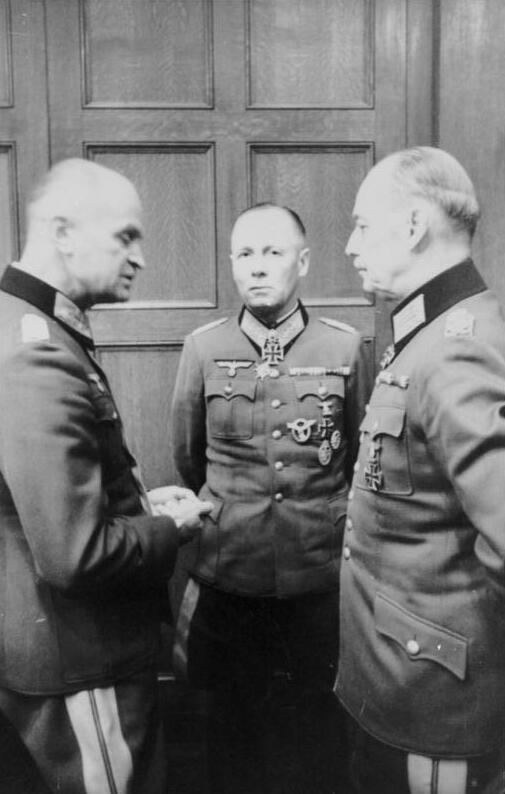
Blaskowitz (links) bei einer Lagebesprechung mit den Generalfeldmarschällen Rommel (Mitte) und von Rundstedt im Mai 1944 in Paris

Am 26. Oktober 1940 erhielt Blaskowitz den Oberbefehl über die 1. Armee im besetzten Frankreich und war fortan dem Oberbefehlshaber West unterstellt.
Am 11. November 1942 besetzten Verbände seiner Armee auch die bisher freien Gebiete Süd-Frankreichs, ohne dabei auf Widerstand zu stoßen („Fall Anton“). Die ersten dreieinhalb Jahre der Besetzung Frankreichs verliefen verhältnismäßig ruhig. Blaskowitz wurde am 30. Oktober 1943 mit dem Deutschen Kreuz in Silber ausgezeichnet. Im Mai 1944 wurde Blaskowitz das Kommando über die in Südfrankreich neugebildete Armeegruppe G (ab September 1944 Heeresgruppe G) übertragen, die aus der 1. und 19. Armee bestand. Gleichzeitig nahmen die militärischen Aktivitäten der französischen Résistance bedrohliche Formen an. Diese wurden von Blaskowitz mit allen damals völkerrechtlich zu Gebote stehenden Mitteln bekämpft.
Der Historiker Christopher Clark betonte 1995, Blaskowitz habe sich mit seinem Tagesbefehl vom 17. Juni 1944 vor den Soldaten seiner Armeen ganz eindeutig von jenen SS-Verbänden der 2. SS-Panzer-Division „Das Reich“ distanziert, die eine Woche zuvor bei dem Massaker von Oradour sechshundert Männer, Frauen und Kinder ermordet hatten (für die seine Wehrmachteinheiten nicht verantwortlich waren). Anders reagierte er, als französische Dienststellen sich über das Vorgehen der SS beschwerten. Er empfahl, den französischen Behörden zu antworten, dass es „zwangläufig geschehen muß, daß mitunter Unschuldige der Kugel zum Opfer fallen […]. Gegen einen solchen Kampf [nämlich seitens der Partisanen der Resistance] muß und wird sich die Wehrmacht unter allen ihr zu Gebote stehenden Machtmitteln wehren.“

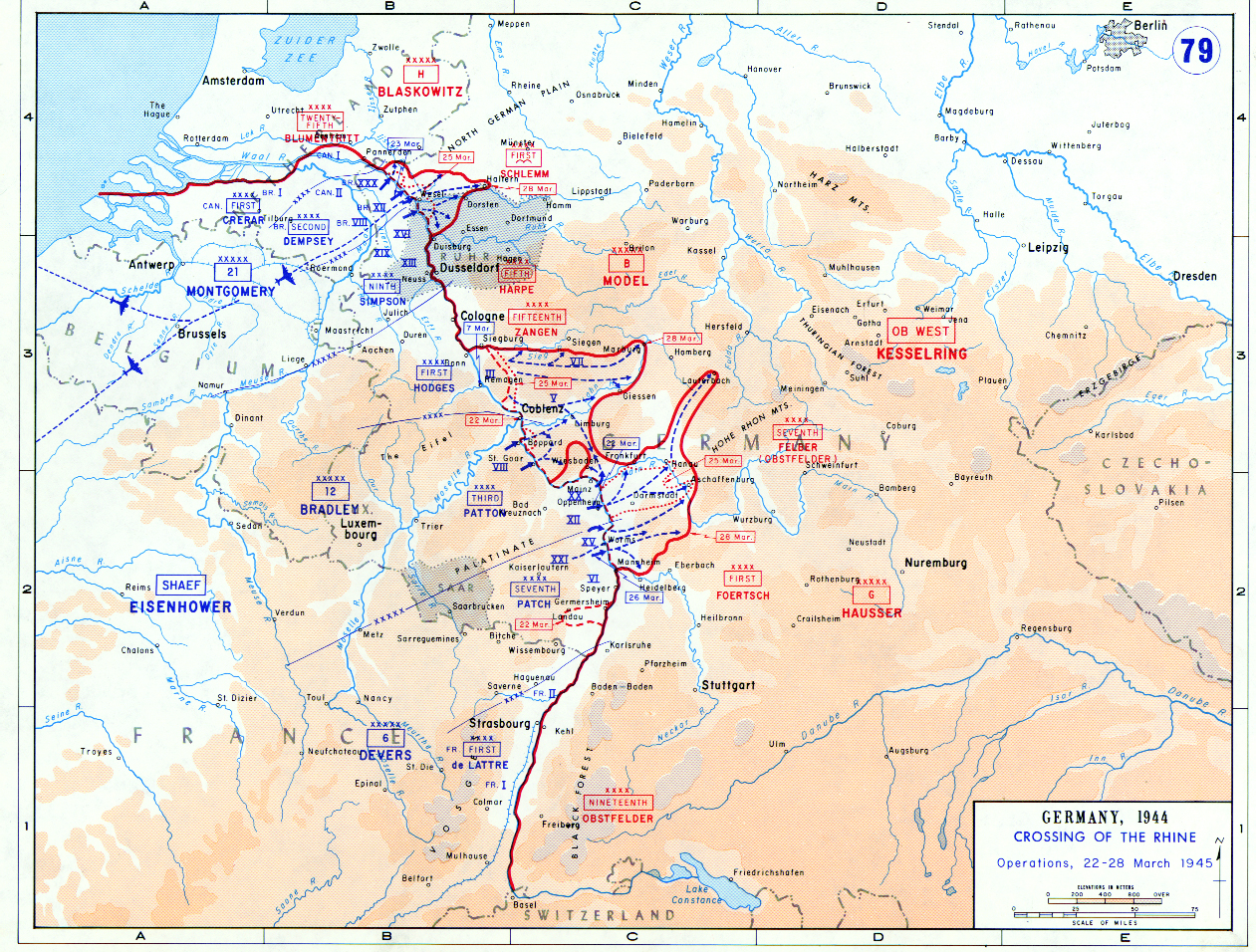
Karte des Frontverlaufs Ende März 1945, Eintragung der Heeresgruppe H in den Niederlanden unter Führung von Blaskowitz

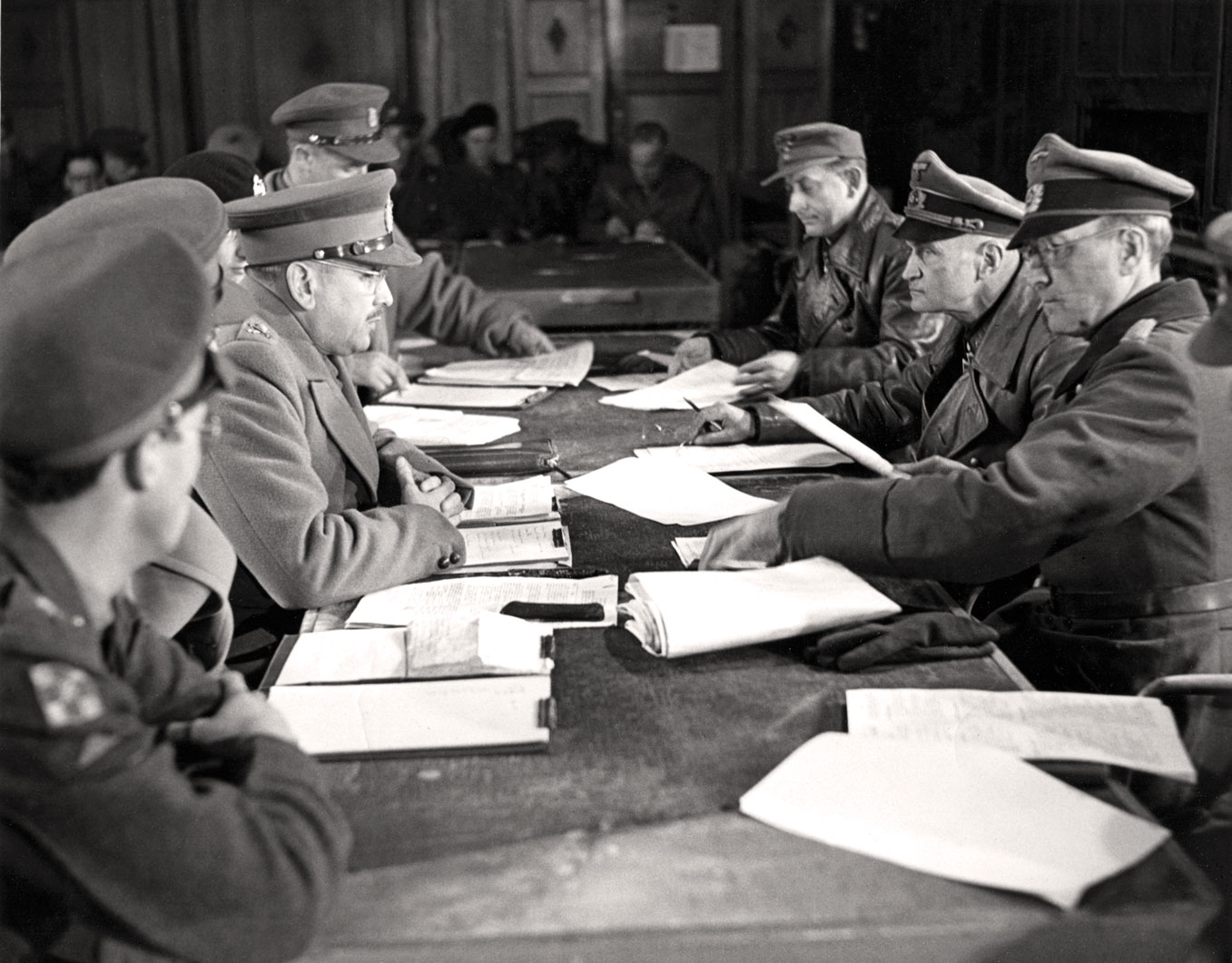
Kapitulation der deutschen Armeen in den Niederlanden gegenüber den Kanadiern (links Mitte: General Charles Foulkes, rechts Mitte General Blaskowitz) am 5. Mai 1945 im Hotel de Wereld in Wageningen

Nach der Landung der Alliierten in der Normandie am 6. Juni 1944 und jener an der französischen Mittelmeerküste (Operation Dragoon) am 15. August 1944 mussten Blaskowitz  und seine Heeresgruppe sich ins Elsass zurückziehen.
Am 21. September – die Operation Dragoon war extrem schnell vorangekommen – wurde ihm abermals das Kommando entzogen und er zur Führerreserve versetzt; sein Nachfolger wurde Hermann Balck.
Für seine „tatkräftige Führung“ (Heuer) erhielt Blaskowitz am 28. Oktober 1944 das Eichenlaub zum Ritterkreuz.
Am 24. Dezember 1944 bekam Blaskowitz wiederum das Kommando der Heeresgruppe G am Südflügel der Westfront; drei Wochen später wurde er aber erneut abgelöst, diesmal von Paul Hausser. Blaskowitz übernahm im Januar 1945 die Heeresgruppe H in Holland, für deren Führung er am 25. Januar 1945 die Schwerter zum Ritterkreuz verliehen bekam.
Er verhandelte erfolgreich mit den Westalliierten über die Lebensmittelversorgung der holländischen Bevölkerung. Dennoch kam es im Winter 1944/45 zu einer Hungersnot, der etwa 18.000 Niederländer zum Opfer fielen. Am 6. April 1945 gab er sein Kommando ab und übernahm den Oberbefehl über die 25. Armee, womit er auch zum Oberbefehlshaber der „Festung Holland“ war. Am 6. Mai 1945 kapitulierte er mit den Resten der 25. Armee in Wageningen vor britischen und kanadischen Truppen unter General Charles Foulkes (siehe Bevrijdingsdag), wobei er als Bedingung durchsetzen konnte, dass die deutschen Truppen unbehelligt nach Ostfriesland abziehen konnten, ehe sie dort in Gefangenenlager gehen mussten; andernfalls, so hatte er gedroht, werde er durch Öffnen der Deiche weite Teile des Landes mit Seewasser überfluten lassen.

##### Verhältnis zum Widerstand gegen den Nationalsozialismus
Trotz seiner scharfen Kritik an der deutschen Besatzungspolitik in Polen konnte sich Blaskowitz nie zu der Erkenntnis durchringen, dass es sich bei dem nationalsozialistischen Regime um ein grundlegend verbrecherisches Regime handelte. Er schloss sich dementsprechend auch nicht dem organisierten Widerstand gegen Hitler an. Seine Einstellung blieb die eines im Wesentlichen unpolitischen Soldaten, der zwar seinem persönlichen Gewissen verpflichtet war, aber den Befehlen der politischen Führung zu folgen hatte. Bezeichnend hierfür ist die Notiz, die sich Ulrich von Hassell nach einem Gespräch mit Blaskowitz im Oktober 1943 in Frankreich machte: „Unterhaltung mit Blaskowitz nicht sehr ergebnisreich. Sieht die  Dinge im wesentlichen rein soldatisch.“

### Nachkriegszeit

#### Kriegsgefangenschaft
Von 1945 bis 1948 befand sich Blaskowitz in Gefangenschaft in Dachau, Allendorf bei Marburg und zuletzt in Nürnberg. Gegen Blaskowitz wurden Anschuldigungen aus Polen, den USA und der Tschechoslowakei erhoben. Die Niederlande zogen ihre Vorwürfe zurück. Die Tschechoslowakei machte Blaskowitz für Vorfälle verantwortlich, die sich lange Zeit nach seinem Wirken bei der Besetzung des Sudetenlandes und der „Zerschlagung der Rest-Tschechei“ im Herbst 1938 bzw. Frühjahr 1939 ereignet hatten.
Nach dem Transfer nach Dachau am 30. April 1946 ließ Polen Blaskowitz in die Gesuchtenliste der UN-Kriegsverbrechenskommission für Mord als Nummer 8 eintragen. Er wurde aber nicht an Polen ausgeliefert. Blaskowitz wurde der Misshandlungen und Morde an polnischen Kriegsgefangenen beschuldigt. In verschiedenen anderen historischen Aufzeichnungen, bei denen polnische Anklagen gegen deutsche Verbrecher dokumentiert werden, wird Blaskowitz jedoch nicht erwähnt.
In Zusammenhang mit einem britischen Militärgericht im Wuppertaler Gefängnis wurde Blaskowitz erstmals Ende 1947 von Telford Taylor als potentieller Angeklagter in Betracht gezogen. Hierbei wurde er beschuldigt, den Kommandobefehl an das LXXX. Korps am 18. Oktober 1942 weitergeleitet zu haben. Darüber hinaus wurde ihm vorgeworfen, als damaliger Oberbefehlshaber der Armeegruppe G für die Ermordung von 31 britischen Fallschirmjägern bei Poitiers am 7. Juli 1944 durch das LXXX. Korps unter General Curt Gallenkamp verantwortlich zu sein. Weiterhin wurde ihm der Vorhalt gemacht, Kriegsgefangene am 2. Februar 1945 zum Bau von Befestigungen zugezogen zu haben. Schließlich wurde er auch noch der Weitergabe eines erteilten Deportationsbefehls während des 1. und 10. August 1944 bezichtigt.
Angeklagt wurde Blaskowitz schließlich wegen Verbrechen gegen den Frieden, Kriegsverbrechen im engeren Sinne in Polen und Frankreich, wegen Verbrechen gegen die Menschlichkeit und wegen der Führung eines Angriffskrieges (aufgrund seiner Rolle bei der Besetzung des Sudetenlandes, des Überfalls auf Polen und des Angriffes auf Frankreich). Schließlich wurde Blaskowitz wegen der Teilnahme an einem „Gemeinsamen Plan oder Verschwörung“ aufgrund seiner Mitgliedschaft im Generalstab angeklagt. Sein Verteidiger war Heinz Müller-Torgow.

#### Tod
Blaskowitz erklärte sich nicht schuldig. „Entlastende Dokumente […] standen der Verteidigung […] damals nicht zur Verfügung, so daß er seine Situation pessimistisch beurteilte.“ So nahm er sich am 5. Februar kurz vor Beginn seiner Verhandlung bei den Nürnberger Prozessen (Fall XII: Prozess Oberkommando der Wehrmacht) durch einen Sprung in die Rotunde des Justizpalastes das Leben. Der Suizid überraschte, weil – so Clark – Blaskowitz mit einem Freispruch hätte rechnen können. Die Nürnberger Richter sahen in Blaskowitz ausdrücklich ein positives Beispiel, wie sich Offiziere der Wehrmacht auch hätten verhalten können.
Blaskowitz’ Frau und Tochter waren bei dem Heidebauern Johannes Köpcke in Bommelsen, der im Ersten Weltkrieg Blaskowitz’ Pferdebursche gewesen war, untergekommen. Das Grab von Johannes Blaskowitz befindet sich deshalb auf dem Friedhof der Kirchengemeinde Bommelsen.

## Straßenbenennungen
Bis zum Kriegsende war eine Straße am Truppenübungsplatz Groß Born nach Johannes Blaskowitz benannt, ebenso in Lentschütz und Schildberg (Wartheland).